# Zaleptus unicolor
Zaleptus unicolor is een hooiwagen uit de familie Sclerosomatidae.